# Mont-d'Astarac

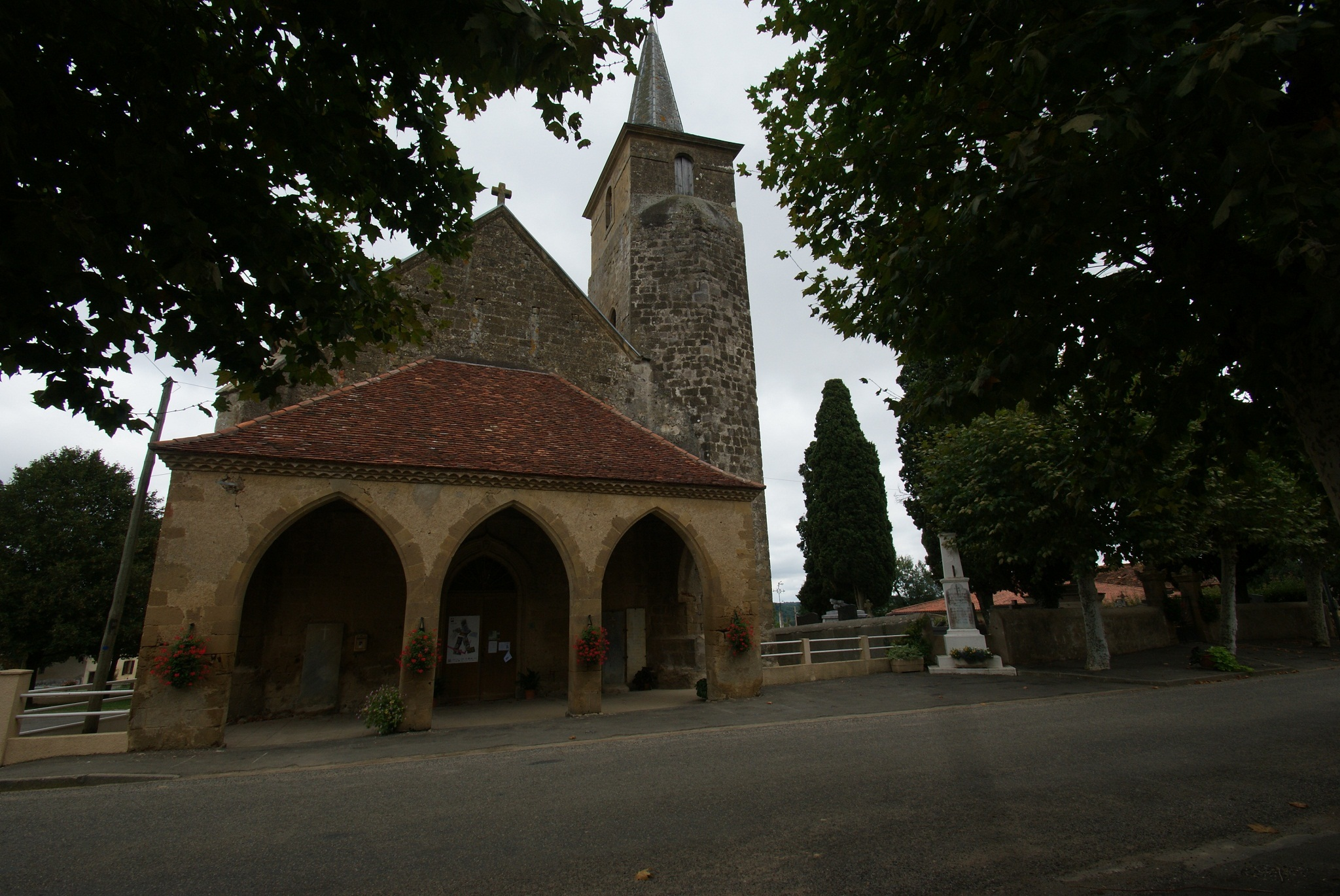
La iglesia

 Mont-d'Astarac  es una población y comuna francesa, ubicada en la región de Mediodía-Pirineos, departamento de Gers, en el distrito de Mirande y cantón de Masseube.
Su historia sube a los años 930 cuando se hizo la primera capital de Astarac bajo la férula de Arnaud Garcia que heredó del condado de Astarac de su padre al Conde de Gascuña Garcia Sanche dice el Encorvado - hijo atrás pequeño del Conde de Castilla -A visitar para sus monumentos - Torre(vuelta) e Iglesia - inscritos en el Patrimonio de Francia y para sus pinturas murales muy bellas que datan del siglo XV.
Más informaciones sobre el sitio http://sites.google.com/site/montdastarac/ (enlace roto disponible en Internet Archive; véase el historial, la primera versión y la última).

## Demografía
| 132 | 122 | 107 | 112 | 103 | 102 |
| Para los censos de 1962 a 1999 la población legal corresponde a la población sin duplicidades (Fuente: INSEE [Consultar]) |     |     |     |     |     |